# 齒白蟻科
齿白蚁科（學名：Serritermitidae）为一种白蚁的科，仅产自南美洲巴西的珍贵独模标本。
Holmgren把它放在鼻白蚁科的齿白蚁亚科，Ahmad将齿白蚁亚科自白蚁亚科中移到白蚁科的个亚科。最后Emerson认为齿白蚁亚科的成虫上颚具特大端齿、非常大的切缘和仅有一个缘齿以及兵蚁上颚内缘的全缘具锯齿的特殊性，放在鼻白蚁科或白蚁科中都不适宜，应单独设立齿白蚁科这一观点已被世界各国白蚁分类学家所认同。该科有工蚁品级。

## 形态
有翅成虫有囟，左上颚具特次端齿，非常大的切缘，仅有一个缘齿；右上颚无附属齿；前翅鳞远大于后翅鳞。